# James M. Cain

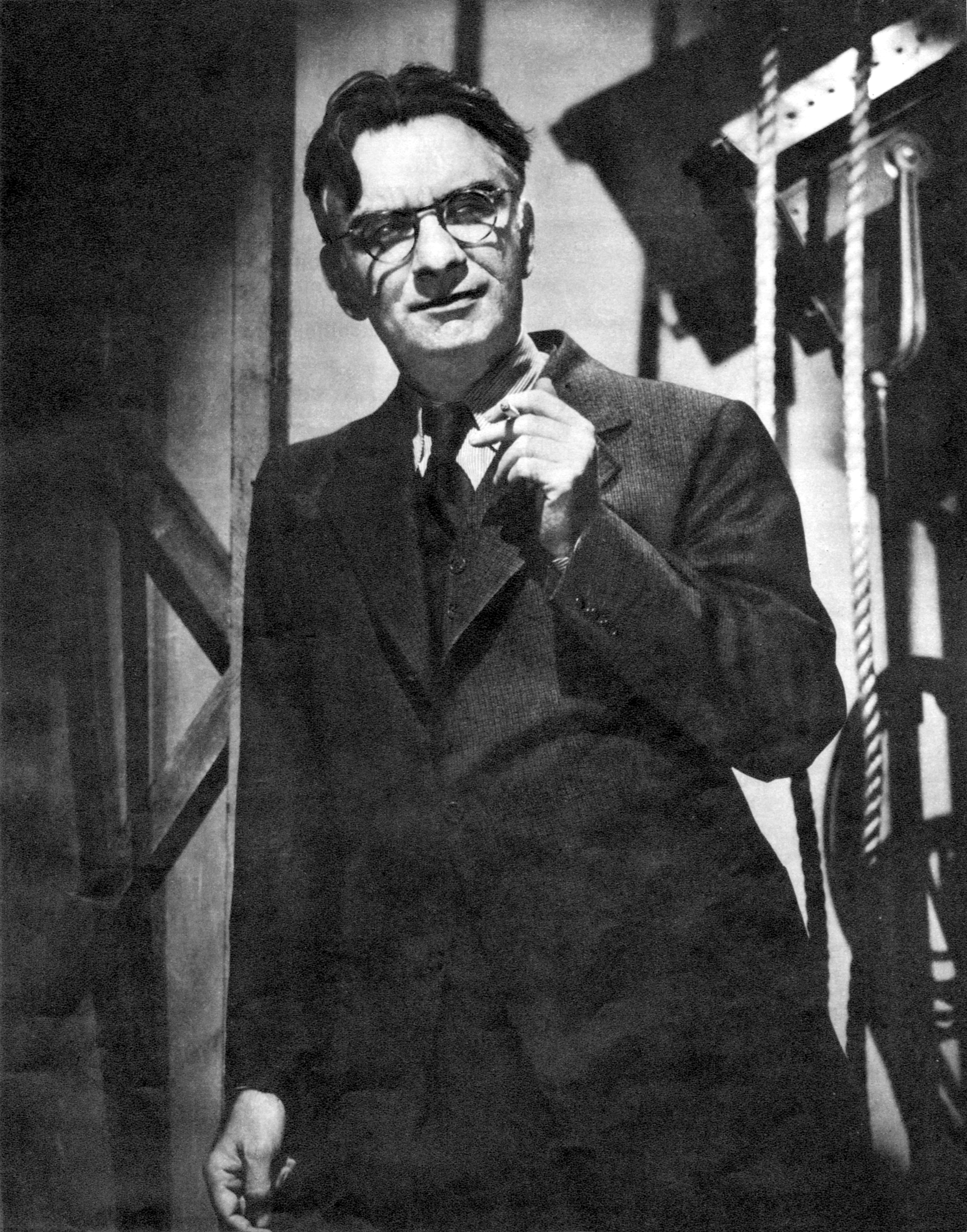
James M. Cain

James M. Cain (Annapolis (Maryland), 1 juli 1892 – University Park (Maryland), 27 oktober 1977) was een Amerikaans romanschrijver, scenarist en journalist. Hij was een van de bekendste schrijvers van hard-boiledromans, waarvan er verschillende verfilmd werden.

## Biografie
James Mallahan Cain debuteerde in 1934 met The Postman Always Rings Twice, een voortreffelijk voorbeeld van de onder invloed van Ernest Hemingway ontstane ‘tough novel’. Dit boek werd bewerkt voor toneel (1936) en voor opera (1982). Daarnaast werd het boek vijfmaal verfilmd.
De titel van de roman slaat niet op de inhoud – een fatale liefdesgeschiedenis – maar op het feit dat het manuscript door vele uitgevers werd geretourneerd vóór het uiteindelijk werd gepubliceerd. In 1935 werd een Nederlandse vertaling van de dichter J.C. Bloem uitgegeven onder de titel Niemand ontkomt zijn noodlot. 

## Selectieve bibliografie
- 1934 - The Postman Always Rings Twice (verfilmd als Le Dernier Tournant in 1939, als Ossessione in 1943, als Szenvedely in 1998, als The Postman Always Rings Twice in 1946 en eveneens als The Postman Always Rings Twice in 1981)
- 1936 - Double Indemnity (verfilmd in 1944 en in 1973 als televisiefilm)
- 1937 - Serenade (verfilmd in 1939 als When Tomorrow Comes, in 1956 als Serenadein 1957, als Interlude en als Interlude in 1968)
- 1941 - Mildred Pierce (verfilmd in 1945 en in 2011 als televisieserie)
- 1942 - Love's Lovely Counterfeit (verfilmd in 1956 als Slightly Scarlet)
- 1946 - Past All Dishonor
- 1937 - The Butterfly (verfilmd als Butterfly in 1982)
- 1947 - The Sinful Woman
- 1948 - The Moth
- 1950 - Jealous Woman
- 1951 - The Root of His Evil
- 1953 - Galatea
- 1963 - Mignon
- 1965 - The Magician's Wife
- 1976 - Rainbow's End
- 1976 - Institute: a novel